# Ayusi
Ayusi (mandchou : ᠠᠶᡠᠰᡳ, translittération Möllendorff : Ayūsi, Translittération Tai Qing : Ayvsi ; chinois simplifié : 阿玉锡 ; chinois traditionnel : 阿玉錫 ; pinyin : āyùxī, également nommé 喀喇巴图鲁) est un officier dzoungar de la dynastie Qing.

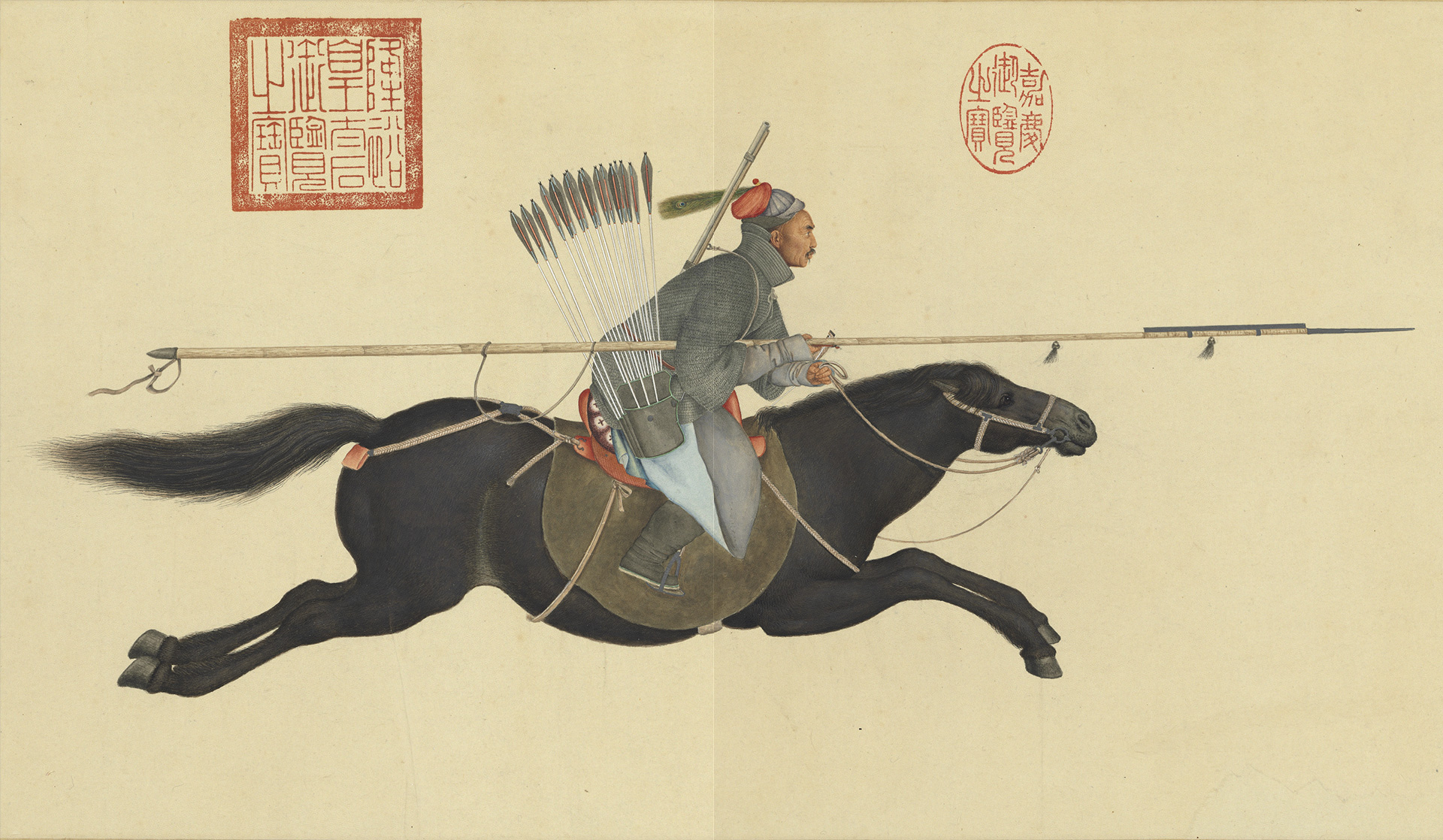
Ayusi à cheval tel que représenté par Giuseppe Castiglione.

Archer et lancier, il est connu pour ses faits d'armes lors de la guerre contre le khanat dzoungar qui permit à la dynastie Qing de pacifier le Nord du Xinjiang.